# Allodia prominens
Allodia prominens är en tvåvingeart som beskrevs av Zaitzev 1983. Allodia prominens ingår i släktet Allodia och familjen svampmyggor.
Artens utbredningsområde är Alaska. Inga underarter finns listade i Catalogue of Life.